# Felix Lommel
Felix Lommel (* 7. September 1875 in Erlangen; † 29. Juni 1968 in Bad Endorf) war ein deutscher Arzt und Universitätsprofessor.

## Leben
Der Sohn des Münchner Universitätsprofessors für Physik Eugen Lommel und seiner Ehefrau Luise Friederike Caroline, geborene Hegel (1853–1924), besuchte von 1886 bis 1893 (Abitur) das Münchner Maximiliansgymnasium und studierte anschließend Medizin an den Universitäten München, Würzburg und Kiel, u. a. bei Friedrich Moritz, Carl von Voit, Wilhelm von Leube und Heinrich Irenaeus Quincke. Er wurde 1899 zum Dr. med. promoviert und als Arzt approbiert. Er war zunächst unter Max Matthes als Assistenzarzt an der medizinischen Klinik in Jena tätig und habilitierte sich 1902. Ab 1907 lehrte er als Privatdozent und a. o. Professor an der Universität. 1909 wurde er zum Direktor der medizinischen Poliklinik und 1923 zum ordentlichen Professor in Jena ernannt. 1910 regte er die Einrichtung einer stationären Abteilung für Säuglinge an. 1924 veranlasste er, dass das ehemalige Garnisonslazarett in der Trägerschaft der Thüringer Landesversicherungsanstalt in eine Tuberkuloseklinik umgewandelt und der Universität zu Unterrichts- und Forschungszwecken zur Verfügung gestellt wurde. Ein Mitarbeiter war hier unter anderen sein Schüler Julius Kayser-Petersen (1886–1954). 1947 wurde die Klinik vom staatlichen Gesundheitswesen als Heilstätte übernommen. Lommel wurde 1945 emeritiert, blieb jedoch weiterhin in Jena ansässig. Verheiratet war er in erster Ehe mit Anna Maria, geborene von Praun (1875–1942), dann mit Frieda Stempfle, geborene Michels. Helmut Lommel (1903–1981) war ein Sohn der ersten Ehe.
1914 gehörte Felix Lommel zu den Unterzeichnern der Erklärung der Hochschullehrer des Deutschen Reiches. Im Verlauf seiner Tätigkeit erhielt er zahlreiche Ehrungen, darunter einen Ehrendoktor und die Ehrenmitgliedschaft in der Deutschen Gesellschaft für Innere Medizin. Eine Bronzegussmedaille mit seinem Bildnis, rückseitig eine männliche Person auf einem Centaur reitend, entwarf 1950 sein Bruder Friedrich Lommel (1883–1967).

## Schriften (Auswahl)
- Über die Herkunft der Oxalsäure im Harn. Medizinische Dissertation an der Universität Jena. Lippert & Co., Naumburg an der Saale 1899.
- Klinische Beobachtungen über Herzarhythmie. Habilitationsschrift an der Universität Jena. Lippert & Co., Naumburg an der Saale 1902.
- Klinische Beobachtungen über Herzarhythmie. Aus der medicinischen Klinik zu Jena (Director: Prof. Dr. Stintzing), in: Deutsches Archiv für klinische Medizin, Bd. 72. Verlag F. C. W. Vogel, Leipzig 1902, S. 216–257 und 465–503.
- Über die Viskosität des menschlichen Blutes bei Schwitzprozeduren, in: Deutsches Archiv für klinische Medizin, Bd. 80, 1904, S. 308–316.
- Die Magen- und Darmbewegungen im Röntgenbild und ihre Veränderungen durch verschiedene Einflüsse, in: Münchner Medizinische Wochenschrift. Nr. 38. 1903.
- Zur Frage der Zuckerbildung aus Fett (im Phloridzindiabetes), in: Archiv für experimentelle Pathologie und Pharmakologie. Bd. 63. Verlag F. C. W. Vogel, Leipzig 1910.
- Krankheiten des Jünglingsalters, in: F. Kraus u. a. (Hrsg.): Ergebnisse der inneren Medizin und Kinderheilkunde, Bd. 6, Springer, Berlin 1910, S. 293.
- Zoonosen (Übertragung von Tierseuchen), in: Gustav von Bergmann, Rudolf Staehelin (Hrsg.): Handbuch der inneren Medizin. 1. Auflage, 1911, Band 1; 2. Auflage, 1925, Band 1, 1926/'27, Band 4; 3. Auflage, 1934, Band 1.
- Erkrankungen der Muskeln, Knochen und Gelenke, in: Gustav von Bergmann, Rudolf Staehelin (Hrsg.): Handbuch der inneren Medizin, 2. Auflage, 1926, 4. Band, 1. Teil.
- Im Schatten der Zivilisation. Zivilisationskrankheiten, Rückblick und Ausblick. Nicolaische Verlagsbuchhandlung, Herford 1969.